# كريستين هاريس (مؤلفة)
كريستين هاريس (بالإنجليزية: Christine Harris)‏ (5 أغسطس 1955 في أستراليا)؛ كاتِبة مُتخصِّصة في أدب الأطفال وروائية أسترالية.